# BIRD (satélite)
BIRD (Bispectral Infrared Detector) es un minisatélite experimental alemán de 94 kg de masa usado para probar nuevos sensores relacionados con la observación terrestre, en particular la detección de radiación infrarroja procedente de incendios forestales y otros fenómenos de naturaleza térmica y para el estudio de grandes cambios en la vegetación.
Porta dos cámaras infrarrojas y otras dos cámaras de observación en el espectro visible para la obtención de imágenes estereoscópicas. BIRD procesa los datos a bordo utilizando una red neuronal.
Fue lanzado el 22 de octubre de 2001 a bordo de un cohete PSLV indio (sexto lanzamiento de este tipo de cohete) desde Sriharikota, junto con el satélite indio TES y el microsatélite PROBA desarrollado conjuntamente entre la ESA y Bélgica.

## Especificaciones
- Masa: 94 kg (30 kg corresponden a instrumentos)
- Perigeo: 551 km
- Apogeo: 580 km
- Inclinación orbital: 97,8 grados
- Orbita: sincronizada con el Sol.